# Борис Јељцин
Борис Николајевич Јељцин (рус. Борис Николаевич Ельцин; Бутка, 1. фебруара 1931 — Москва, 23. април 2007) био је председник Русије од 1991. до 1999. године.

## Биографија
По образовању је инжењер, а члан КПСС-а постао је 1961. године. Од средине седамдесетих година 20. века почео је са успињањем у страначкој хијерархији. Био је градоначелник Свердловска.

### Улазак у Политбиро КПСС
Јељцин у први план је дошао након што га је Горбачов, као човека од поверења, довео у Москву и именовао шефом градске организације КПСС-а. На тој дужности Јељцин се исказао изузетним организаторским способностима.

### Одметник
Јељцин је ускоро дошао у сукоб с Горбачовом јер је заговарао радикалније провођење перестројке. Под притиском конзервативних снага Горбачов је сменио Јељцина с места шефа градске организације КПСС-а, али истовремено је отишао на нову дужност заменика министра грађевине.

### Председник РСФСР
Под већу пажњу јавности долази у мају 1990. године када је изабран за председника руског парламента у којем је отворено промовисао идеју руске независности. У јуну исте године руски депутати су инаугурисали надређеност републичких закона над законима совјетске федерације, а месец дана након тога Јељцин је демонстративно иступио из комунистичке партије. У јуну 1991. године изабран је за првог председника Руске Федерације, а потом је група водећих ортодоксних комуниста (потпредседник Генадиј Јанајев, шеф КГБ-а Крјучков, министри одбране и унутрашњих послова Јазов и Пуго) је покушала у августу 1991. године уз помоћ војске државним ударом да заустави распад Совјетског Савеза. Али када су елитне јединице совјетске војске Алфе отказале послушност пучистима, а угледни генерали - Лебед, Громов и Грачов повезали су се с Јељционом, уз свестрану подршку народа, пуч је неславно пропао. Тада у тренуцима најтеже кризе Јељцин се обратио маси с оклопног транспортера и у оштром говору позвао народ и војску на утемељење нове, самосталне и суверене Русије. На такво шта није се дуго чекало јер већ је крајем августа 1991. године Јељцин потписао декрет о забрани деловања КПСС-а и конфискацији партијске имовине, а почетком децембра исте године, уз подршку председника парламената Украјине и Белорусије, Кравчука и Шушкевича, Совјетски Савез био је избрисан с политичке карте света.

### Председник Руске Федерације
До неуспелог пуча Јељцин је био у политичкој сенци. Но, након неуспеха пуча и делом захваљујући баш томе, Јељцин се руској јавност намеће као противтежа пучистичким снагама. Јељцин се током 1992. сукобљавао са Врховним совјетом и Конгресом народних депутата око контроле над владом. Криза је свој врхунац имала 4. октобра 1993. када је војска Русије по Јељциновом наређењу отворила ватру на Бели дом, седиште парламента, у који су се затворили његови противници.
То му је помогло да се у децембру исте године усвоји нови устав према којем је председник Руске Федерације имао готово царска овлашћења. На наредним изборима (1995) највише су гласова добили неокомунисти Генадија Зјуганова и екстремни националисти под вођством Жириновског, али је Јељцин захваљујући уставу могао сасвим мирно, и без страха од њему ненаклоњене парламентарне већине, да влада државом.
Упркос све лошијој привредној ситуацији Јељцин у Закавказју започиње рат против сецесиониста што Русију доводи у још тежу ситуацију. Руска привреда посрће, инфлација све брже расте, корупцијске афере потресају земљу, а мафија постаје све присутнија. Земља се нашла у агонији. Некако у то време јавност сазнаје за велику аферу прања новца у којој су главну реч водили Јељцинов саветник Павел Бородин и Јељцинова ћерка Татјана. Наводно су на приватне рачуне пренели 25 милиона долара из државне благајне, а своје прсте у томе је наводно имао и Антолиј Чубаис, Јељцинов човек од поверења. Тада се Јељцин све више одаје алкохолу и почиње теже да оболева. То је уједно и време када у кратким временским размацима смењује премијере (Кириљенко, Черномирдин, Примаков), желећи тако свалити кривицу за катастрофалну економску ситуацију у земљи на њих. Под притиском лекара и сарадника, схрван алкохолом и операцијама на срцу (чак пет) те насупрот дугом опирању 31. децембра 1999. године подноси оставку на место председника државе.
Након подношења оставке, Јељцин скоро да није имао појављивања у јавности. Међутим 13. септембра 2004. године, након талачке кризе у Беслану и терористичких напада у Москви, Путин је покренуо иницијативу да се замени избор регионалних гувернера системом где ће они бити директно именовани од стране председника и потврђени од стране регионалних скупштина. Јељцин је заједно са Михаилом Горбачовим, јавно критиковао Путинов план као корак уназад од демократије у Русији и повратак ка централизованом државном апарату из совјетске ере.
У септембру 2005. над Јељцином је у Москви извршена операција кука након пада током одмора на Сардинији.
Јељцин је искористио прославу свог 75. рођендана као прилику да критикује „монополистичку“ америчку спољну политику, и да понови да је Владимир Путин прави избор за Русију.
Јељцин је преминуо 23. априла 2007.